# Saint-Jean-Pla-de-Corts
Saint-Jean-Pla-de-Corts (katalanska: Sant Joan de Pladecorts) är en kommun i departementet Pyrénées-Orientales i regionen Occitanien i södra Frankrike. Kommunen ligger i kantonen Céret som tillhör arrondissementet Céret. År 2022 hade Saint-Jean-Pla-de-Corts 2 283 invånare.

## Befolkningsutveckling
Antalet invånare i kommunen Saint-Jean-Pla-de-Corts
| Referens: INSEE |

## Bildgalleri

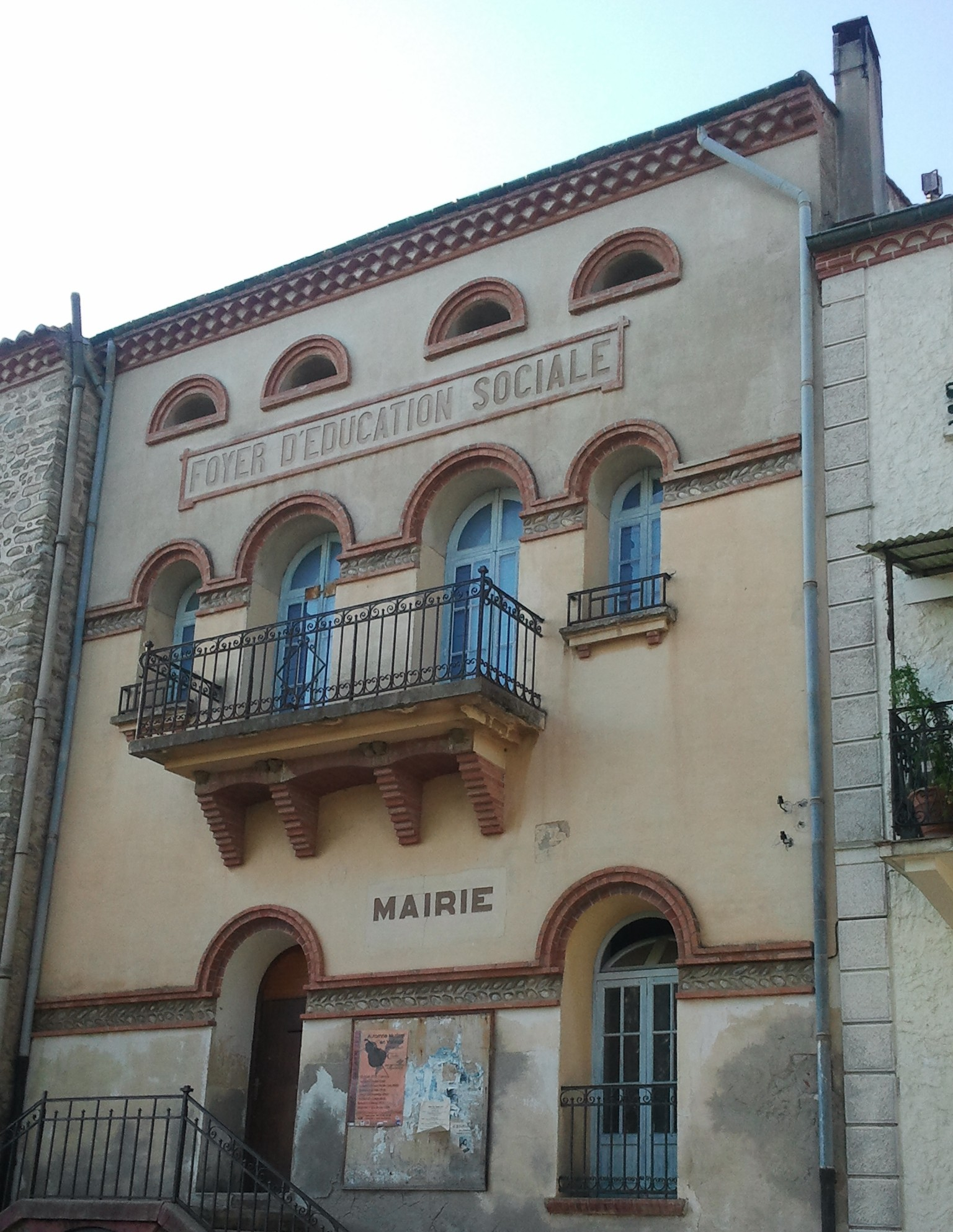
Det gamla stadshuset
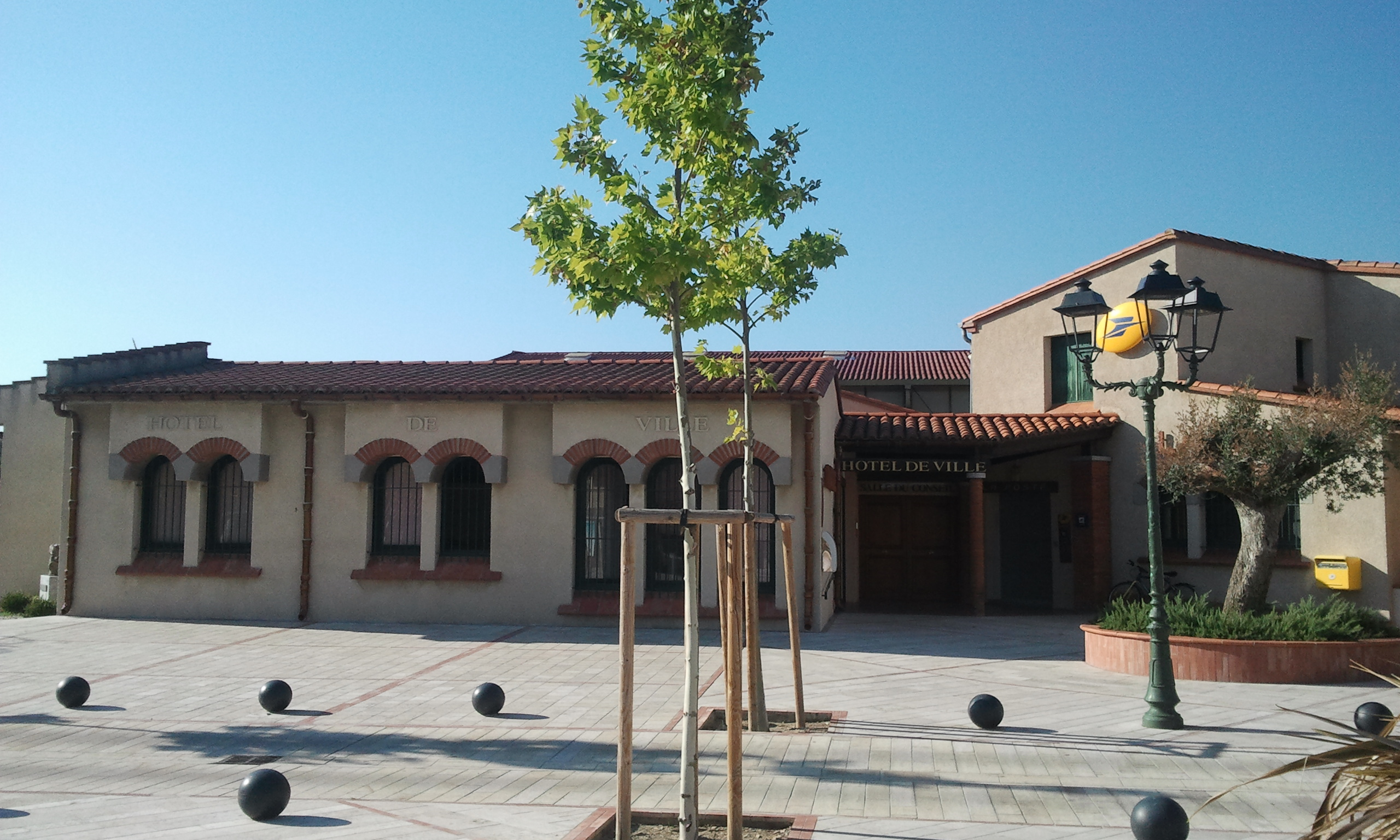
Det nya stadshuset
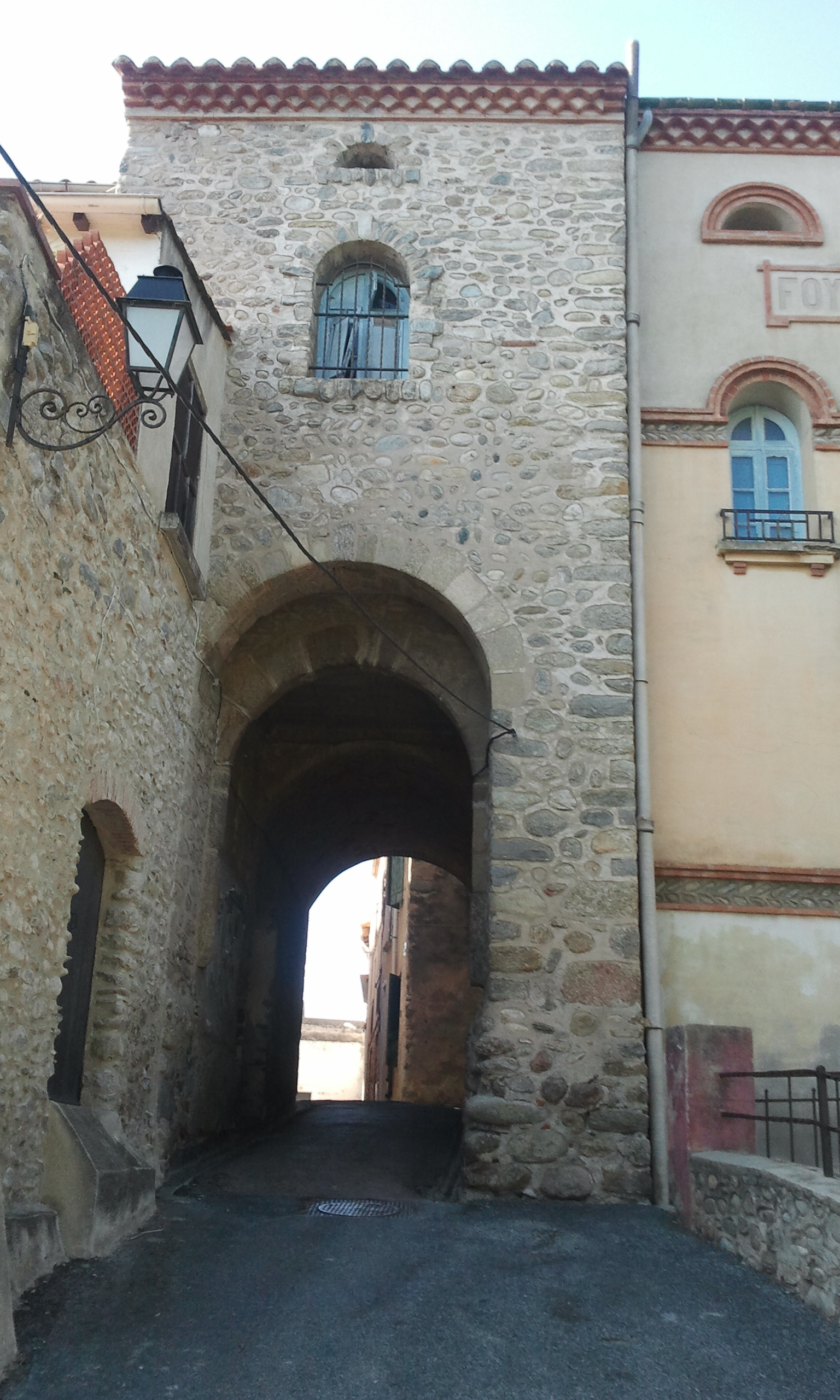
Porte Sud mot rue du Cháteau
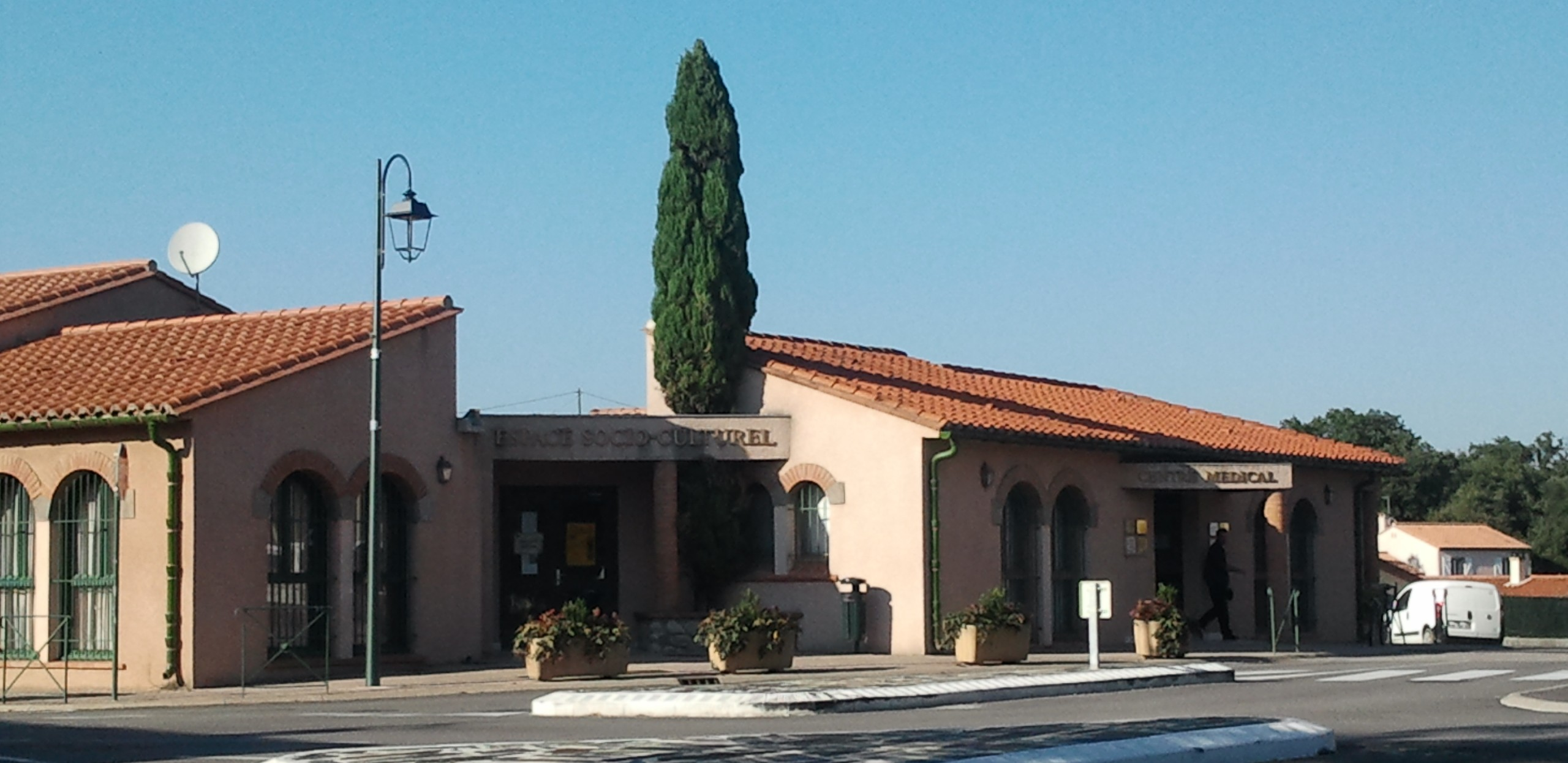
Kulturhus och vårdcentral